# ThunderCats
ThunderCats  é uma série de animação desenvolvida pela Rankin-Bass Productions e Lorimar Telepictures em 1983, baseada nos personagens criados por Tobin "Ted" Wolf e Leonard Starr. A animação foi produzida por Pacific Animation Corporation (PAC) , um estúdio japonês com origem em 1985 e que mais tarde seria adquirido pela Walt Disney Company. A primeira temporada foi ao ar em 1985 (com 65 episódios), seguido do filme intitulado ThunderCats - HO! em 1986. As temporadas 2 (1987-1988), 3 (1988-1989) e 4 (1989), seguiram o novo formato de 20 episódios cada.
A série foi originalmente distribuída pela Rankin-Bass Productions, empresa do grupo Telepictures Corporation, que mais tarde se fundiu com a Lorimar Productions em 1986. Em 1989, Lorimar-Telepictures foi comprado pela Warner Bros., que acabou assumindo a distribuição da série; A Warner Bros. acabou adquirindo os direitos da série (e de toda a programação Lorimar-Telepictures) a partir desse ponto.
No Brasil, a série estreou no dia 5 de janeiro de 1986 pela TV Globo e era exibida de forma independente sempre aos domingos até 16 de agosto de 1987, sendo substituída por Os Caça-Fantasmas. Em seguida, a animação fez parte do programa diário "Xou da Xuxa" onde foi exibido até 1990. Thundercats voltou a ser exibido pelo canal em 1995, no programa TV Colosso. Nesse período também havia começado a ser exibido pela Warner Channel e pelo Cartoon Network. Em 2 de julho de 2001 passou a ser exibido pelo SBT, no programa "Bom Dia & Cia", na época apresentado por Jackeline Petkovic. Em 19 de janeiro de 2012 voltou a ser exibido novamente pelo SBT, no programa Sábado Animado. Em Portugal a série estreou em 1988 na RTP2 e voltou a repetir em 1992 no mesmo canal com dublagem original em inglês com legendas em português.

## Sinopse
ThunderCats conta as aventuras de um grupo de felinos sobreviventes do planeta Thundera. O primeiro episódio da série começa com a destruição de Thundera, forçando os ThunderCats (uma espécie de nobreza Thunderiana) a fugir de seu planeta natal. A frota é atacada pelos inimigos dos Thunderianos, os mutantes de Plun-Darr, que destruíram todas as naves da frota Thunderiana, exceto a nave-mãe, na esperança de capturar a lendária Espada Justiceira que eles acreditam estar a bordo desta. A espada possui o Olho Místico de Thundera, a fonte do poder dos ThunderCats, encrustado na empunhadura. Embora os Mutantes tenham causado danos à nave-mãe, o velho guardião de Lion-O, Jaga, se oferece para pilotar a nave e levá-los em segurança ao "Terceiro Mundo". No entanto, Jaga morre no processo porque a viagem leva várias décadas, apesar da tecnologia avançada da nave interestelar. Entre os personagens principais estão o jovem lorde dos ThunderCats, Lion-O, e os ThunderCats Cheetara, Panthro, Tygra, WilyKit, WilyKat e Snarf.
Quando os ThunderCats acordam de seu estado de animação suspensa no Terceiro Mundo, Lion-O descobre que sua cápsula de suspensão não conseguiu inibir o seu envelhecimento. Ele agora é uma criança no corpo de um homem. Juntos, os Thundercats e os nativos amigáveis do Terceiro Mundo constroem a "Toca dos Gatos", sua nova casa e sede, mas em pouco tempo, os Mutantes chegam ao Terceiro Mundo. Além disso, a chegada das duas raças alienígenas ao Terceiro Mundo não passa despercebida: Ao tomar conhecimento do Olho de Thundera, o feiticeiro demoníaco mumificado, do Terceiro Mundo, chamado Mumm-Ra recruta os mutantes para ajudá-lo a adquirir o Olho de Thundera e destruir os ThunderCats, para que possa continuar exercendo seu controle maligno sobre o planeta.

### 1ª Temporada
A série utiliza como base para uma vasta gama de histórias que são um misto de ficção científica e fantasia em um bom conto tradicional do bem contra o mal, apresentando cada vez mais aliados e vilões no mundo dos ThunderCats. A tecnologia futurista é tão central para a série como a magia e o mito, mas mesmo no meio de toda esta ação, enfatiza a importância dos valores morais para resolver problemas. Cada episódio inclui normalmente uma breve desenlace, caracterizando os personagens se recuperando após os acontecimentos da história e tomar o tempo para destacar um valor pessoal ou abordagem integral, que ajudou a salvar o dia, ou poderia ter feito se não tivesse esquecido dele.
A primeira metade da primeira Temporada apresentou uma continuidade suave, com os primeiros episódios estabelecendo conceitos em sequência, embora isso tenha se tornado um pouco menos comum em sua segunda metade, que é composta principalmente por aventuras em episódios únicos. O elo da segunda metade foi o conjunto de cinco aventuras, "Unção de Lion-O", em que Lion-O desarmado enfrentou os cada um dos ThunderCats para provar que de fato era o Senhor dos ThunderCats. Embora destinadas a serem vistas consecutivamente (como as aventuras  ocorreram um dia após o outro), as cinco partes da minissérie foram exibidas e lançadas em DVD com vários outros episódios entre cada parcela. Reexibindo no Cartoon Network anos depois, a série foi apresentada em uma ordem ligeiramente alterada e mais cronológica, com a Unção de Lion-O mostrada em ordem consecutiva.
| OP | OE | CN | Título                                                | Tìtulo Original                                         | Data de Exibição Original             | Escritor                                |
| -- | -- | -- | ----------------------------------------------------- | ------------------------------------------------------- | ------------------------------------- | --------------------------------------- |
| 1  | 1  | 1  | Êxodo                                                 | Exodus                                                  | quarta-feira, 23 de janeiro de 1985   | Leonard Starr                           |
| 2  | 2  | 2  | Aliança Profana                                       | The Unholy Alliance                                     | quarta-feira, 23 de janeiro de 1985   | Leonard Starr                           |
| 3  | 3  | 3  | Berbils                                               | Berbils                                                 | quarta-feira, 11 de setembro de 1985  | Leonard Starr                           |
| 4  | 4  | 4  | Os Escravos do Castelo Plun-Dar                       | The Slaves of Castle Plun-Darr                          | quinta-feira, 12 de setembro de 1985  | Leonard Starr                           |
| 5  | 5  | 6  | Pumm-ra                                               | Pumm-Ra                                                 | sexta-feira, 13 de setembro de 1985   | Julian P. Gardner                       |
| 6  | 6  | 7  | O Pirata Mão de Martelo                               | The Terror of Hammerhand                                | segunda-feira, 16 de setembro de 1985 | Ron Goulart e Julian P. Gardner         |
| 7  | 7  | 5  | É Questão de Tempo                                    | Trouble with Time                                       | terça-feira, 17 de setembro de 1985   | Ron Goulart e Julian P. Gardner         |
| 8  | 8  | 8  | A Torre das Armadilhas                                | The Tower of Traps                                      | quarta-feira, 18 de setembro de 1985  | Leonard Starr                           |
| 9  | 9  | 9  | O Jardim das Delícias                                 | The Garden of Delights                                  | quinta-feira, 19 de setembro de 1985  | Barney Cohen e Julian P. Gardner        |
| 10 | 10 | 10 | Mandora, a caçadora do mal                            | Mandora - The Evil Chaser                               | sexta-feira, 20 de setembro de 1985   | William Overgard                        |
| 11 | 11 | 11 | O Guerreiro Fantasma                                  | The Ghost Warrior                                       | segunda-feira, 23 de setembro de 1985 | Leonard Starr                           |
| 12 | 12 | 12 | O Olhar Fatal                                         | The Doom-Gaze                                           | terça-feira, 24 de setembro de 1985   | Stephen Perry                           |
| 13 | 13 | 13 | Senhor da Neves                                       | Lord of the Snows                                       | quarta-feira, 25 de setembro de 1985  | Bob Haney                               |
| 14 | 14 | 14 | A Espaçonave Enterrada                                | The Spaceship Beneath the Sands                         | quinta-feira, 26 de setembro de 1985  | Leonard Starr                           |
| 15 | 15 | 15 | A Cápsula do Tempo                                    | The Time Capsule                                        | sexta-feira, 27 de setembro de 1985   | Peter Lawrence                          |
| 16 | 16 | 16 | As Bolas de Fogo do Castelo Plun-Dar                  | The Fireballs of Plun-Darr                              | segunda-feira, 30 de setembro de 1985 | William Overgard                        |
| 17 | 17 | 17 | A Espada de Omens                                     | All That Glitters                                       | terça-feira, 1 de outubro de 1985     | Bob Haney                               |
| 18 | 18 | 18 | Imagem Distorcida                                     | Spitting Image                                          | quarta-feira, 2 de outubro de 1985    | Howard Post                             |
| 20 | 19 | 24 | Mongor                                                | Mongor                                                  | quinta-feira, 3 de outubro de 1985    | Peter Lawrence                          |
| 21 | 20 | 25 | Retorno a Thundera                                    | Return to Thundera                                      | sexta-feira, 4 de outubro de 1985     | Bob Haney                               |
| 30 | 21 | 33 | Dr. Dometone                                          | Dr. Dometone                                            | segunda-feira, 7 de outubro de 1985   | William Overgard                        |
| 31 | 22 | 34 | Prisão Astral                                         | The Astral Prison                                       | terça-feira, 8 de outubro de 1985     | Peter Lawrence                          |
| 24 | 23 | 28 | A Rainha de Cristal                                   | The Crystal Queen                                       | quarta-feira, 9 de outubro de 1985    | Leonard Starr                           |
| 26 | 24 | 29 | Safari Joe                                            | Safari Joe                                              | quinta-feira, 10 de outubro de 1985   | Stephen Perry                           |
| 22 | 25 | 26 | Snarf Aceita o Desafio                                | Snarf Takes Up The Challenge                            | sexta-feira, 11 de outubro de 1985    | Peter Lawrence                          |
| 29 | 26 | 32 | O Sexto Sentido                                       | Sixth Sense                                             | segunda-feira, 28 de outubro de 1985  | Peter Lawrence                          |
| 36 | 27 | 38 | O Thunder-Cortador                                    | The Thunder-Cutter                                      | terça-feira, 29 de outubro de 1985    | William Overgard                        |
| 40 | 28 | 46 | Lobo Feroz                                            | The Wolfrat                                             | quarta-feira, 30 de outubro de 1985   | C.H. Trengove                           |
| 39 | 29 | 41 | Felliner – Parte I                                    | Feliner - Part I                                        | quinta-feira, 31 de outubro de 1985   | Stephen Perry                           |
| 45 | 30 | 42 | Felliner – Parte II                                   | Feliner - Part II                                       | sexta-feira, 1 de novembro de 1985    | Stephen Perry                           |
| 23 | 31 | 27 | Mandora e os Piratas                                  | Mandora and the Pirates                                 | segunda-feira, 4 de novembro de 1985  | William Overgard                        |
| 27 | 32 | 30 | O Retorno do Furão                                    | Return of the Driller                                   | terça-feira, 5 de novembro de 1985    | Howard Post                             |
| 33 | 33 | 36 | Dimensão da Destruição                                | Dimension Doom                                          | quarta-feira, 6 de novembro de 1985   | Bob Haney                               |
| 32 | 34 | 35 | Rainha de Oito Pernas                                 | Queen of 8 Legs                                         | quinta-feira, 7 de novembro de 1985   | Stephen Perry                           |
| 44 | 35 | 41 | Espada no Precipício                                  | Sword in a Hole                                         | sexta-feira, 8 de novembro de 1985    | William Overgard                        |
| 51 | 36 | 51 | A Harpa do mal de Char-Nin                            | The Evil Harp of Charr-Nin                              | segunda-feira, 11 de novembro de 1985 | Douglas Bernstein e Denis Markell       |
| 19 | 37 | 19 | Primeiro dia do Ungido de Lion: Prova de Força        | Lion-O's Anointment First Day: The Trial of Strength    | terça-feira, 12 de novembro de 1985   | Leonard Starr                           |
| 38 | 38 | 40 | O Demolidor                                           | The Demolisher                                          | quarta-feira, 13 de novembro de 1985  | Bob Haney                               |
| 53 | 39 | 53 | Barganha de Simiano                                   | Monkian's Bargain                                       | quinta-feira, 14 de novembro de 1985  | Lee Schneider                           |
| 52 | 40 | 52 | Cilada Quase Fatal                                    | Tight Squeeze                                           | sexta-feira, 15 de novembro de 1985   | Stephen Perry                           |
| 48 | 41 | 49 | Os Micrits                                            | The Micrits                                             | segunda-feira, 18 de novembro de 1985 | Bruce Smith                             |
| 25 | 42 | 20 | Segundo dia do Ungido de Lion: Prova de Velocidade    | Lion-O's Anointment Second Day: The Trial of Speed      | terça-feira, 19 de novembro de 1985   | Leonard Starr                           |
| 35 | 43 | 37 | O Gigante de Pedra                                    | The Rock Giant                                          | quarta-feira, 20 de novembro de 1985  | Peter Lawrence                          |
| 55 | 44 | 55 | A Rebelião de Chacal                                  | Jackalman's Rebellion                                   | quinta-feira, 21 de novembro de 1985  | Bruce Smith                             |
| 28 | 45 | 31 | Turmagar, o Tuska                                     | Turmagar the Tuska                                      | sexta-feira, 22 de novembro de 1985   | C.H. Trengove                           |
| 34 | 46 | 21 | Terceiro dia do Ungido de Lion: Prova de Agilidade    | Lion-O's Anointment Third Day: The Trial of Cunning     | segunda-feira, 25 de novembro de 1985 | Leonard Starr                           |
| 58 | 47 | 58 | Mumm-ra Berbil                                        | The Mumm-Ra Berbil                                      | terça-feira, 26 de novembro de 1985   | Jeri Craden                             |
| 37 | 48 | 39 | Praga Mecânica                                        | Mechanical Plague                                       | quarta-feira, 27 de novembro de 1985  | Peter Lawrence                          |
| 61 | 49 | 61 | Encurralados                                          | Trapped                                                 | quinta-feira, 28 de novembro de 1985  | Stephen Perry                           |
| 42 | 50 | 22 | Quarto dia do Ungido de Lion: Prova do Poder da Mente | Lion-O's Anointment Fourth Day: The Trial of Mind Power | sexta-feira, 29 de novembro de 1985   | Leonard Starr                           |
| 41 | 51 | 43 | Excalibur                                             | Excalibur                                               | segunda-feira, 2 de dezembro de 1985  | Peter Lawrence                          |
| 43 | 52 | 44 | O Segredo do Rei Gelo                                 | Secret of the Ice King                                  | terça-feira, 3 de dezembro de 1985    | Bob Haney                               |
| 46 | 53 | 47 | Bom e Feio                                            | Good and Ugly                                           | quarta-feira, 4 de dezembro de 1985   | Peter Lawrence                          |
| 62 | 54 | 62 | O Reator Radioativo                                   | The Transfer                                            | quinta-feira, 5 de dezembro de 1985   | Lawrence DuKore e Lee Schneider         |
| 47 | 55 | 48 | Dividir e Conquistar                                  | Divide and Conquer                                      | sexta-feira, 6 de dezembro de 1985    | Lee Schneider                           |
| 64 | 56 | 64 | O Mestre dos Sonhos                                   | Dream Master                                            | segunda-feira, 9 de dezembro de 1985  | Heather M. Winters e Annabelle Gurwitch |
| 54 | 57 | 54 | Fora de Alcance                                       | Out of Sight                                            | terça-feira, 10 de dezembro de 1985   | C.H. Trengove                           |
| 56 | 58 | 56 | A Montanha                                            | The Mountain                                            | quarta-feira, 11 de dezembro de 1985  | Danny Peary                             |
| 50 | 59 | 60 | A Poção do Super-Poder                                | The Superpower Potion                                   | quinta-feira, 12 de dezembro de 1985  | C.H. Trengove                           |
| 47 | 60 | 57 | A Própria Imagem                                      | Eye of the Beholder                                     | sexta-feira, 13 de dezembro de 1985   | Kenneth E. Vose                         |
| 49 | 61 | 23 | Quinto dia do Ungido de Lion: Prova do Demônio        | Lion-O's Anointment Final Day: The Trial of Evil        | segunda-feira, 16 de dezembro de 1985 | Leonard Starr                           |
| 59 | 62 | 59 | Os Gatinhos em Apuros                                 | The Trouble with ThunderKittens                         | terça-feira, 17 de dezembro de 1985   | Kimberly B. Morris                      |
| 60 | 63 | 60 | Mumm-rana                                             | Mumm-Rana                                               | quarta-feira, 18 de dezembro de 1985  | Bob Haney                               |
| 63 | 64 | 63 | Personalidades Trocadas                               | The Shifter                                             | quinta-feira, 19 de dezembro de 1985  | Matthew Malach                          |
| 65 | 65 | 65 | Boas Lembranças                                       | Fond Memories                                           | sexta-feira, 20 de dezembro de 1985   | Lee Schneider                           |

Ordem de Produção (OP)  /  Ordem de Exibição Estadunidense (OE) / Ordem corrigida pelo Cartoon Network (CN)

### Thundercats - Ho!
O filme de TV 1986 "ThunderCats - Ho!" caracterizado o primeiro grande shake-up com o status quo da série, que introduz três novos ThunderCats que também sobreviveram a destruição de Thundera. Um elenco de heróis e vilões foi incorporado à história para torná-la a mais épica aventura ThunderCats já produzida, que celebrou com a aparente destruição de Mumm-Ra. Esse filme foi dividido em 5 episódios, tornando-se o início da Segunda Temporada.
| OP | OE | Título                | Tìtulo Original            | Data de Exibição Original            | Escritor      |
| 66 | 66 | Os Novos Thunderianos | ThunderCats Ho! - Part I   | segunda-feira, 8 de setembro de 1986 | Leonard Starr |
| 67 | 67 | Montanha de Fogo      | ThunderCats Ho! - Part II  | terça-feira, 9 de setembro de 1986   | Leonard Starr |
| 68 | 68 | Avalanche             | ThunderCats Ho! - Part III | quarta-feira, 10 de setembro de 1986 | Leonard Starr |
| 69 | 69 | A Volta de Hachiman   | ThunderCats Ho! - Part IV  | quinta-feira, 11 de setembro de 1986 | Leonard Starr |
| 70 | 70 | Os Novos Thundercats  | ThunderCats Ho! - Part V   | sexta-feira, 12 de setembro de 1986  | Leonard Starr |

Ordem de Produção (OP)  /  Ordem de Exibição Estadunidense (OE)

### 2ª Temporada
Quando a série voltou em 1987, no entanto, foi revelado que o feiticeiro maligno sobreviveu. O episódio "Mumm-Ra Vive!" determinou o padrão o qual seguiria as três temporadas seguintes, cada uma começando com uma minissérie de cinco episódios que estabeleceram novas personagens e conceitos que influenciariam o restante da temporada. No caso de "Mumm-Ra Vive!", esses conceitos incluíam a estreia dos vilões Lunataks, que se tornaram uma terceira facção existente no resto da série, e a nova equipe de ThunderCats estreada em "ThunderCats - Ho!" tendo maior importância, vindo a possuir sede própria, veículos e assim por diante.
| OP | OE | Título                   | Tìtulo Original           | Data de Exibição Original             | Escritor                    |
| 71 | 71 | Mumm-ra Vive – Parte I   | Mumm-Ra Lives! - Part I   | segunda-feira, 7 de setembro de 1987  | Leonard Starr               |
| 72 | 72 | Mumm-ra Vive – Parte II  | Mumm-Ra Lives! - Part II  | terça-feira, 8 de setembro de 1987    | Leonard Starr               |
| 73 | 73 | Mumm-ra Vive – Parte III | Mumm-Ra Lives! - Part III | quarta-feira, 9 de setembro de 1987   | Leonard Starr               |
| 74 | 74 | Mumm-ra Vive – Parte IV  | Mumm-Ra Lives! - Part IV  | quinta-feira, 10 de setembro de 1987  | Leonard Starr               |
| 75 | 75 | Mumm-ra Vive – Parte V   | Mumm-Ra Lives! - Part V   | sexta-feira, 11 de setembro de 1987   | Leonard Starr               |
| 76 | 76 | Luta de Tigres           | Catfight                  | segunda-feira, 14 de setembro de 1987 | C.H. Trengove               |
| 77 | 77 | Loucura                  | Psych Out!                | terça-feira, 15 de setembro de 1987   | Sandy Fries                 |
| 78 | 78 | A Máscara de Gordon      | The Mask of Gorgon        | quarta-feira, 16 de setembro de 1987  | Romeo Muller                |
| 79 | 79 | A Bolha Maluca           | The Mad Bubbler           | quinta-feira, 17 de setembro de 1987  | Kimberly B. Morris          |
| 80 | 80 | Juntos Ficamos           | Together We Stand         | sexta-feira, 18 de setembro de 1987   | Herb Engelhardt             |
| 81 | 81 | Ilha da Revolta          | Ravage Island             | segunda-feira, 21 de setembro de 1987 | George Hampton e Mike Moore |
| 82 | 82 | Troca do Tempo           | Time Switch               | terça-feira, 22 de setembro de 1987   | Sandy Fries                 |
| 83 | 83 | Música Pesada            | The Sound Stones          | quarta-feira, 23 de setembro de 1987  | J. Larry Carroll            |
| 84 | 84 | O Dia do Eclipse         | Day of the Eclipse        | quinta-feira, 24 de setembro de 1987  | Kimberly B. Morris          |
| 85 | 85 | O Golpe                  | Sideswipe                 | segunda-feira, 28 de setembro de 1987 | William Overgard            |
| 86 | 86 | O Cinturão de Mumm-rana  | Mumm-Rana's Belt          | terça-feira, 29 de setembro de 1987   | James Rose                  |
| 87 | 87 | A Honra de Hachiman      | Hachiman's Honor          | quarta-feira, 30 de setembro de 1987  | J. Larry Carroll            |
| 88 | 88 | Os Fujões                | Runaways                  | quinta-feira, 1 de outubro de 1987    | Bill Ratter                 |
| 89 | 89 | Na Pele do Cão           | Hair of the Dog           | sexta-feira, 2 de outubro de 1987     | C.H. Trengove               |
| 90 | 90 | A Vingança de Abutre     | Vultureman's Revenge      | sábado, 3 de outubro de 1987          | Herb Engelhardt             |

Ordem de Produção (OP)  /  Ordem de Exibição Americana (OE)

### 3ª Temporada
A temporada 1988 começou com "ThunderCubs", minissérie cujo nome foi baseado num episódio em que os ThunderCats são transformados em crianças. Entretanto, a trama principal da temporada gira em torno da reconstrução de Thundera por Mumm-Ra, que planejava tanto recuperar a arma que originalmente causou sua destruição (a Espada de Plun -Darr), como o lendário Tesouro de Thundera. No decorrer da aventura, o tesouro - que contém o Livro dos Presságios, um tomo contendo todos os segredos dos ThunderCats, e muitos outros itens místicos - foi espalhado por toda a Nova Thundera, inaugurando um conceito diferente para a série: uma temporada com um arco de história real.
A continuidade entre os episódios se tornaram mais coerente à medida que os ThunderCats, mutantes, Lunataks e Mumm-Ra alternavam aventuras no Terceiro Mundo e em Nova Thundera, em busca de tesouros e explorando seus poderes. A temporada também tema recorrente dos Antigos Espíritos do Mal assumindo um lado mais ativo como conselheiros e soberanos de Mumm-Ra, instigando-o à ação, o que culminou em outro aspecto que foi único desta temporada: um episódio final, "O Último Dia", no qual os espíritos dão a Mumm-Ra uma última chance para destruir os ThunderCats. Finalmente, o bandido falhou, e foi banido para o canto mais distante do universo pelos Antigos Espíritos do Mal.
| OP  | OE  | Título                                        | Tìtulo Original           | Data de Exibição Original             | Escritor                     |
| 91  | 91  | A Volta às Origens – Parte I                  | ThunderCubs - Part I      | segunda-feira, 5 de setembro de 1988  | Peter Lawrence               |
| 92  | 92  | A Volta às Origens – Parte II                 | ThunderCubs - Part II     | terça-feira, 6 de setembro de 1988    | Peter Lawrence               |
| 93  | 93  | A Volta às Origens – Parte III                | ThunderCubs - Part III    | quarta-feira, 7 de setembro de 1988   | Peter Lawrence               |
| 94  | 94  | A Volta às Origens – Parte IV                 | ThunderCubs - Part IV     | quinta-feira, 8 de setembro de 1988   | Peter Lawrence               |
| 95  | 95  | A Volta às Origens – Parte V                  | ThunderCubs - Part V      | sexta-feira, 9 de setembro de 1988    | Peter Lawrence               |
| 96  | 96  | O Totem de Dera                               | Totem of Dera             | segunda-feira, 12 de setembro de 1988 | J. Larry Carroll             |
| 97  | 97  | A Corrente da Lealdade                        | Chain of Loyalty          | terça-feira, 13 de setembro de 1988   | Bill Ratter e Peter Lawrence |
| 98  | 98  | Canyon de Cristal                             | Crystal Canyon            | quarta-feira, 14 de setembro de 1988  | Sandy Fries                  |
| 99  | 99  | O Raio Telepático                             | The Telepathy Beam        | quinta-feira, 15 de setembro de 1988  | Kimberly B. Morris           |
| 100 | 100 | A Ilha do Exílio                              | Exile Isle                | sexta-feira, 16 de setembro de 1988   | William Overgard             |
| 101 | 101 | A Chave de Thundera                           | Key to Thundera           | segunda-feira, 19 de setembro de 1988 | Matthew Malach               |
| 102 | 102 | Return of the Thundercubs (inédito no Brasil) | Return of the ThunderCubs | terça-feira, 20 de setembro de 1988   | J. Larry Carroll             |
| 103 | 103 | A Fórmula                                     | The Formula               | quarta-feira, 21 de setembro de 1988  | Kimberly B. Morris           |
| 104 | 104 | O Medalhão que Cria Mentiras                  | Locket of Lies            | quinta-feira, 22 de setembro de 1988  | Bill Ratter                  |
| 105 | 105 | O Bracelete do Poder                          | Bracelet of Power         | sexta-feira, 23 de setembro de 1988   | Bill Ratter                  |
| 106 | 106 | Dando Duro                                    | The Wild Workout          | segunda-feira, 26 de setembro de 1988 | Becky Hartman                |
| 107 | 107 | Thunderscópio                                 | The Thunderscope          | terça-feira, 27 de setembro de 1988   | George Hampton e Mike Moore  |
| 108 | 108 | O Dragão de Jade                              | The Jade Dragon           | quarta-feira, 28 de setembro de 1988  | William Overgard             |
| 109 | 109 | O Trem Circo                                  | The Circus Train          | quinta-feira, 29 de setembro de 1988  | William Overgard             |
| 110 | 110 | O Último Dia                                  | The Last Day              | sexta-feira, 30 de setembro de 1988   | J. Larry Carroll             |

Ordem de Produção (OP)  /  Ordem de Exibição Americana (OE)

### 4ª Temporada
No início da temporada, os Thundercats retornaram a Nova Thundera para reconstruir sua sociedade. na minissérie de abertura, "Retorno a Thundera!". Antes de partirem, eles destruíram a pirâmide de Mumm-Ra, o que enfureceu os Antigos Espíritos Do Mal a ponto de eles resolverem trazer Mumm-Ra de volta de seu exílio, instalando-o em uma pirâmide em Nova Thundera. A temporada seguiu um caminho quase que completamente diverso das histórias que tinham acontecido anteriormente, com aventuras ocorridas quase que inteiramente em novos locais selvagens e maravilhosos de Nova Thundera, sendo o antagonismo proveniente, na maior parte, de Mumm-Ra ou de novos vilões. Os Mutantes, Lunataks e Capitão Cracker, todos retornaram para um episódio cada, no entanto. Ao final da série, diversas conclusões são alcançadas:
- Mumm-Ra permanece, e sucede em sobrepujar o poder dos Antigos Espíritos do Mal.
- O mistério do Livro dos Presságios é resolvido.
- O ambiente tumultuoso e aterrorizante de Nova Thundera é dominado, e o planeta finalmente torna-se um lugar pacífico e intocado.

| OP  | OE  | Título                         | Tìtulo Original               | Data de Exibição Original             | Escritor                        |
| 111 | 111 | Retorno a Thundera – Parte I   | Return to Thundera - Part I   | segunda-feira, 4 de setembro de 1989  | Peter Lawrence                  |
| 112 | 112 | Retorno a Thundera – Parte II  | Return to Thundera - Part II  | terça-feira, 5 de setembro de 1989    | Peter Lawrence                  |
| 113 | 113 | Retorno a Thundera – Parte III | Return to Thundera - Part III | quarta-feira, 6 de setembro de 1989   | Peter Lawrence                  |
| 114 | 114 | Retorno a Thundera – Parte IV  | Return to Thundera - Part IV  | quinta-feira, 7 de setembro de 1989   | Peter Lawrence                  |
| 115 | 115 | Retorno a Thundera – Parte V   | Return to Thundera - Part V   | sexta-feira, 8 de setembro de 1989    | Peter Lawrence                  |
| 116 | 116 | Leah                           | Leah                          | segunda-feira, 11 de setembro de 1989 | J. Larry Carroll e David Carren |
| 117 | 117 | O Homem Sapo                   | Frogman                       | terça-feira, 12 de setembro de 1989   | Kimberly B. Morris              |
| 118 | 118 | A Herança                      | The Heritage                  | quarta-feira, 13 de setembro de 1989  | Peter Lawrence e Bill Ratter    |
| 119 | 119 | Screw Loose                    | Screwloose                    | quinta-feira, 14 de setembro de 1989  | William Overgard                |
| 120 | 120 | Malcar                         | Malcar                        | sexta-feira, 15 de setembro de 1989   | George Hampton e Mike Moore     |
| 121 | 121 | Incapaz de Rir                 | Helpless Laughter             | segunda-feira, 18 de setembro de 1989 | Matthew Malach                  |
| 122 | 122 | A Vingança de Cracker          | Cracker's Revenge             | terça-feira, 19 de setembro de 1989   | William Overgard                |
| 123 | 123 | O Monstro de Musgo             | The Mossland Monster          | quarta-feira, 20 de setembro de 1989  | C.H. Trengove                   |
| 124 | 124 | A Confusão de Ma-Mutt          | Ma-Mutt's Confusion           | quinta-feira, 21 de setembro de 1989  | Beth Bornstein                  |
| 125 | 125 | O Mestre das Sombras           | The Shadowmaster              | sexta-feira, 22 de setembro de 1989   | Dennis J. Woodyard              |
| 126 | 126 | A Canção do Cisne              | Swan Song                     | segunda-feira, 25 de setembro de 1989 | William Overgard                |
| 127 | 127 | O Toque de Amortus             | Touch of Amortus              | terça-feira, 26 de setembro de 1989   | Bill Ratter                     |
| 128 | 128 | O Fator Zaxx                   | The Zaxx Factor               | quarta-feira, 27 de setembro de 1989  | Matthew Malach                  |
| 129 | 129 | O Poço da Insegurança          | Well of Doubt                 | quinta-feira, 28 de setembro de 1989  | Dennis J. Woodyard              |
| 130 | 130 | O Livro da Justiça             | The Book of Omens             | sexta-feira, 29 de setembro de 1989   | William Overgard                |

Ordem de Produção (OP)  /  Ordem de Exibição Americana (OE)

## Ambientação
A maior parte da série se passa em um planeta conhecido como "Terceiro Mundo", para onde os ThunderCats foram obrigados a fugir quando seu planeta natal foi destruído. Em uma certa altura da série, pode se deduzir que o terceiro mundo na verdade seria o planeta Terra. Tal constatação é possível pois em um dos episódios, Mumm-Ra vai até um lago e recupera a espada Excalibur, que outrora pertenceu ao Rei Arthur, da Grã-Bretanha, para usá-la contra os ThunderCats.

## Reboots
Em Janeiro de 2011, foi anunciado um reboot série, murikanime (animação inspirada em animações japonesas) dos ThunderCats, produzida pela Warner Bros Animation e co-produzida pelo estúdio japonês Studio 4°C foi exibida no Cartoon Network a partir o dia 29 de julho de 2011. Embora a série original também fosse produzida por um estúdio japonês, ela não é considerada um murikanime.
Inicialmente planejava-se uma primeira temporada de 52 episódios, mas foi encurtada para 26 e cancelada logo após a primeira temporada terminar. Mais tarde, teve reprises no bloco Toonami do canal Adult Swim ao lado de Sym-Bionic Titan.
Em 18 de maio de 2018, foi anunciado uma terceira série animada de ThunderCats, ThunderCats Roar, prevista para estrear em 2019. Esta versão terá uma animação radicalmente diferente comparada a seus antecessores e apresentará um tom mais leve e cômico.

## Outras mídias
Quadrinhos
Em 1985 foi produzidas um série de histórias em quadrinhos pela Marvel Comics, publicadas até 1988, No Brasil essa série foi publicada pela Editora Abril.
Em 2002 a Warner lançou através da DC Comics várias séries e títulos únicos dos ThunderCats. No Brasil, os quadrinhos foram publicados pela editora Panini, em formato americano com 25 edições.
Em 2016, a DC Comics anunciou um crossover da franquia com Masters of the Universe.

Filmes
Em 1986, "ThunderCats - HO: The Movie" foi lançado em VHS no Reino Unido e na América do Norte. Mais tarde foi editado em 5 episódios que foram exibidos na segunda temporada da TV.
Em 2007 a Warner Bros. anunciou a produção de uma adaptação da série de TV para o cinema. Embora tenham anunciado inicialmente que seria um live-action (filmagem com atores reais), o estúdio confirmou que na verdade trata-se de um filme em animação digital.

Música
Em 1987, o grupo infantil Trem da Alegria gravou a música "Thundercats" para a exibição do desenho no Brasil. A canção foi escrita por Michael Sullivan e Paulo Massadas.